# Leinkupal
Leinkupal byl rod dinosaura, objevený na území Argentiny (provincie Neuquén). Tento menší býložravý sauropod byl objeven v sedimentech geologického souvrství Bajada Colorada a žil na počátku období křídy, asi před 136 miliony let. Zkameněliny tohoto sauropoda byly objeveny v letech 2010 až 2012 a vědecky popsány na jaře roku 2014. Nejbližším příbuzným tohoto dinosaura je nejspíš geologicky starší africký rod Tornieria (souvrství Tendaguru).

## Vzezření a velikost
Leinkupal byl velmi malým zástupcem čeledi Diplodocidae, kam patří i skuteční obři – například rod Supersaurus nebo Amphicoelias. S délkou pouhých 9 metrů představuje Leinkupal jednoho z nejmenších známých zástupců čeledi. Byl rovněž štíhle stavěn a měl relativně dlouhý a úzký ocas, kterým se nejspíš bránil před masožravými teropody.

## Zajímavost
Leinkupal je vůbec prvním diplodokidem, objeveným v Jižní Americe. Zároveň je zdaleka nejmladším zástupcem této čeledi, jediným známým z období křídy (všechny ostatní dosud známé rody zřejmě vyhynuly ještě na konci jury, asi před 145 miliony let). Souvrství Bajada Colorada má stáří asi 140 až 134 milionů let.